# Davîdkivți, Ciortkiv
Davîdkivți (în ucraineană Давидківці) este o comună în raionul Ciortkiv, regiunea Ternopil, Ucraina, formată numai din satul de reședință.

## Demografie
Componența lingvistică a comunei Davîdkivți
     Ucraineană (99,91%)
     Alte limbi (0,09%)
Conform recensământului din 2001, majoritatea populației comunei Davîdkivți era vorbitoare de ucraineană (99,91%), existând în minoritate și vorbitori de alte limbi.